# Aglibol
Aglibol je bil sirski bog, ki je izviral iz skupnosti priseljencev na severu Sirije. Bil je bog lune, ki so ga v Palmiri častili kot del trojstva z bogovoma Belom in Jarhibolom. Povezan je bil z bogom sonca Malakbelom.
Dokazi o čaščenju Aglibola so predvsem epigrafski. Najstarejša znana omemba Aglibola je v napisu, ki sega v leto 17 pr. n. št. in ga povezuje z bogom sonca Malakbelom.  Z njim ga povezuje tudi več drugih napisov palmirskega plemena Bene Komare, vključno z dvojezičnim napisom iz leta 122 n. št., v katerem Aglibol in Malakbel vzameta v svoje varstvo državljana Manaja zaradi njegove pobožnosti.
Več napisov iz 2. stoletja n. št.  potrjuje, da so Aglibola častili skupaj z Malakbelom v svetišču, znanem kot "Sveti vrt" (gnt' 'ilym), ki je bilo eno od štirih glavnih svetišč v mestu. Za svetišče so skrbeli Bene Komare.
Svetišče je imelo dva oltarja, sveto cipreso in kopališče. Na enem od reliefov, najdenem v Belovem templju, sta prikazana dva oltarja in dva bogova.